# Uwe Vormbusch
Uwe Vormbusch (* 1963) ist ein deutscher Soziologe.

## Leben
Von 1995 bis 2004 war er wissenschaftlicher Mitarbeiter am Institut für Sozialforschung Frankfurt am Main und an der Johann Wolfgang Goethe-Universität Frankfurt, Fachbereich Gesellschaftswissenschaften. Nach der Promotion 2001 an der Goethe-Universität magna cum laude war er von 2004 bis 2008 wissenschaftlicher Mitarbeiter am Institut für Sozialforschung in Frankfurt, DFG-Projekt „Human Resource Management und die Subjektivierung von Arbeit“. Nach der Habilitation 2008 und Venia Legendi an der Friedrich-Schiller-Universität Jena war er 2009 Visiting Scholar der London School of Economics and Political Science, Department of Accounting. Im Sommersemest 2009 vertrat er einen Professor an der Universität Mainz, Institut für Soziologie, Abteilung „Organisation von Arbeit und Betrieb“. Von 2009 bis 2010 war er wissenschaftlicher Mitarbeiter am DFG-Projekt „Ökonomisches Rechnen“ in Mainz, Institut für Soziologie. Von 2010 bis 2011 lehrte er als Vertretungsprofessor an der Universität Trier, Fachbereich IV, Fach Soziologie, Professur für Arbeit, Personal, Organisation. Seit 2012 ist er Professor an der FernUniversität in Hagen, Fakultät für Kultur- und Sozialwissenschaften, Professur für Soziologische Gegenwartsdiagnosen. 2016 forschte er als Gastwissenschaftler an der École normale supérieure Paris-Saclay, Forschungsgruppe Institutions et Dynamiques Historiques de l’Économie et de la Société.

## Schriften (Auswahl)
- Partizipation als Managementstrategie. Gruppenarbeit und flexible Steuerung in Automobilindustrie und Maschinenbau. Frankfurt am Main 2000, ISBN 3-593-36489-1.
- Diskussion und Disziplin. Gruppenarbeit als kommunikative und kalkulative Praxis. Frankfurt am Main 2002, ISBN 3-593-37016-6.
- Die Herrschaft der Zahlen. Zur Kalkulation des Sozialen in der kapitalistischen Moderne. Frankfurt am Main 2012, ISBN 978-3-593-39312-4.
- Wirtschafts- und Finanzsoziologie. Eine kritische Einführung. Wiesbaden 2019, ISBN 3-658-22355-3.